# Gare de Kita-Ōmiya
La gare de Kita-Ōmiya (北大宮駅, Kita-Ōmiya-eki) est une gare ferroviaire japonaise située à Saitama dans la préfecture de Saitama. Elle est gérée par la compagnie Tōbu.

## Situation ferroviaire
La gare de Kita Ōmiya est située au point kilométrique (PK) 1,2 de la ligne Tōbu Urban Park.
Elle est composée de 2 voies entourant un quai central.
C'est une station japonaise de banlieue typique du japon, avec un petit quai central. Elle est enchâssée entre une rue ,et le faisceau de voie de la ligne principale Tōhoku parallèles du côté ouest, mais il n'y a aucune station pour les lignes circulant dessus.
Les voies en service sont électrifiées sur toute la longueur en 1500V continu.
la gare de kita-Ōmiya  n'est pas situé dans le quartier du même nom ,mais une centaine de mètres plus au sud.

## Histoire
La gare a été inaugurée le 12 avril 1930 (Showa 5) sur la ligne Tōbu noda. La compagnie s'appelait le  chemin de fer de Sobu" 
À partir de  mars 1944 la Tōbu reprend l'exploitation de la ligne Noda en absorbant la compagnie du chemin de fer Sōbu.
En 2008 (Heisei 20) la mélodie de départ est installée en gare, et la gestion de la station est transférée a une filiale de la Tōbu: la Tōbu station service en 2009.

## Services aux voyageurs

### Accès et accueil
La gare dispose d'un bâtiment voyageurs, situé sur le coté sud de la gare , avec guichet, ouvert tous les jours. Le bâtiment voyageur est intégré au magasin "Tōbu Store Kita Omiya"et est relié au quai par des escaliers via un passage souterrain .
Les quais sont intégralement sous une marquise.
La gare n'est pas équipée de toilettes ,il faut utiliser celles du Tōbu store.

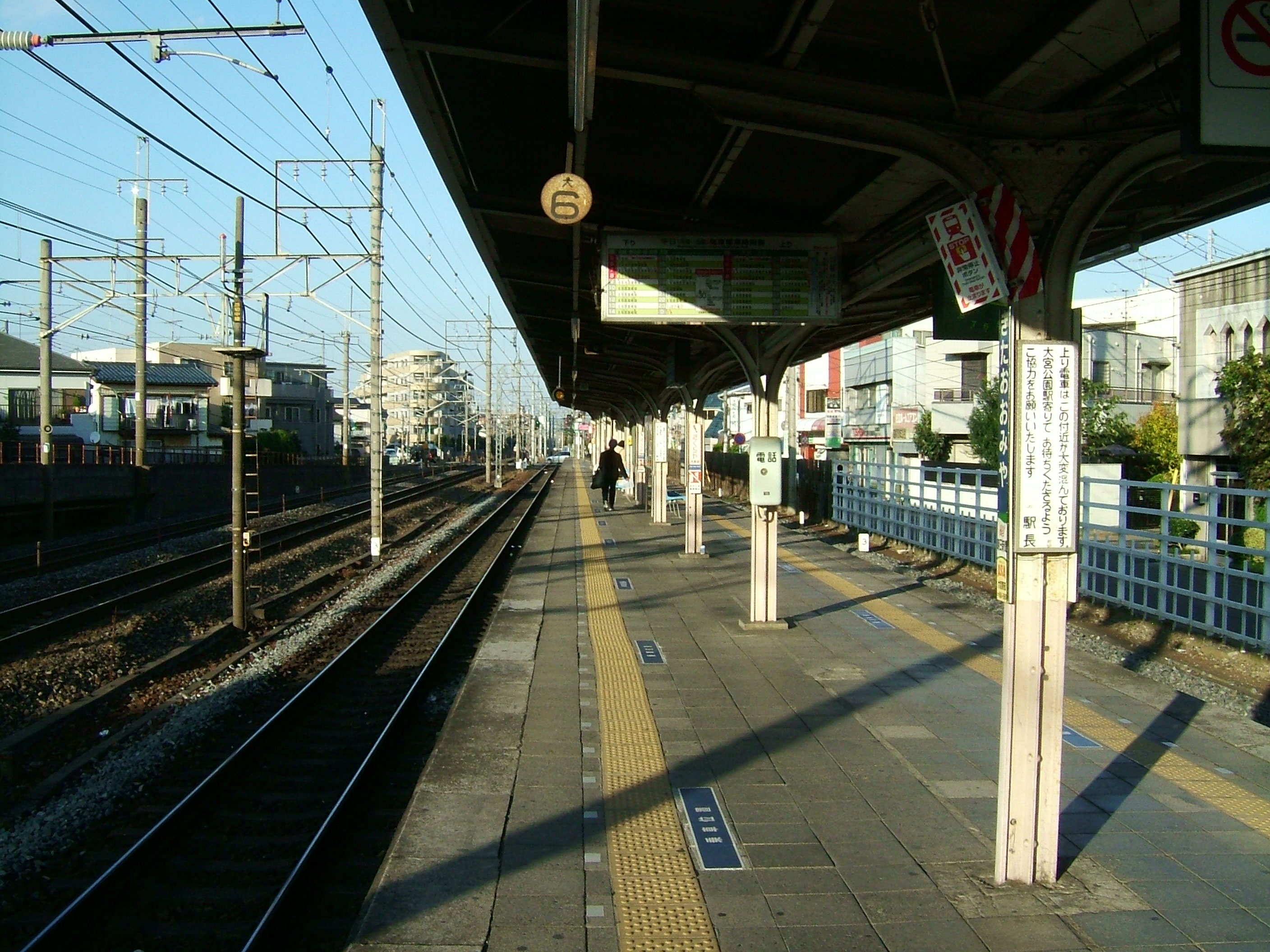
vue des quais

## Autour de la gare
La gare est assez mal desservie par la route empêchant les lignes de bus de venir au pied de la gare. Seules quelques petites rues entourent la gare composée de maisons individuelles et de condominiums de petite taille. Certains bâtiments a 2/3 étages avec magasin au RDC sont aussi présents.
Le Parc d'Ōmiya (大宮公園/Omiya Koen,Koen étant parc ), est situé à proximité a l'est à 7min de marche.
Le Railway Museum (Saitama) est situé a 15min a pied a l'ouest nécessitant de traverser le faisceau de la ligne principale Tōhoku et la ligne Takasaki.

### Desserte
La gare d'Ōwada est au niveau du sol et est composée de 2 voies avec 2 quais.
| 1 | TD Ligne Urban Park : | Ōmiya     |
| 2 | TD Ligne Urban Park : | Funabashi |

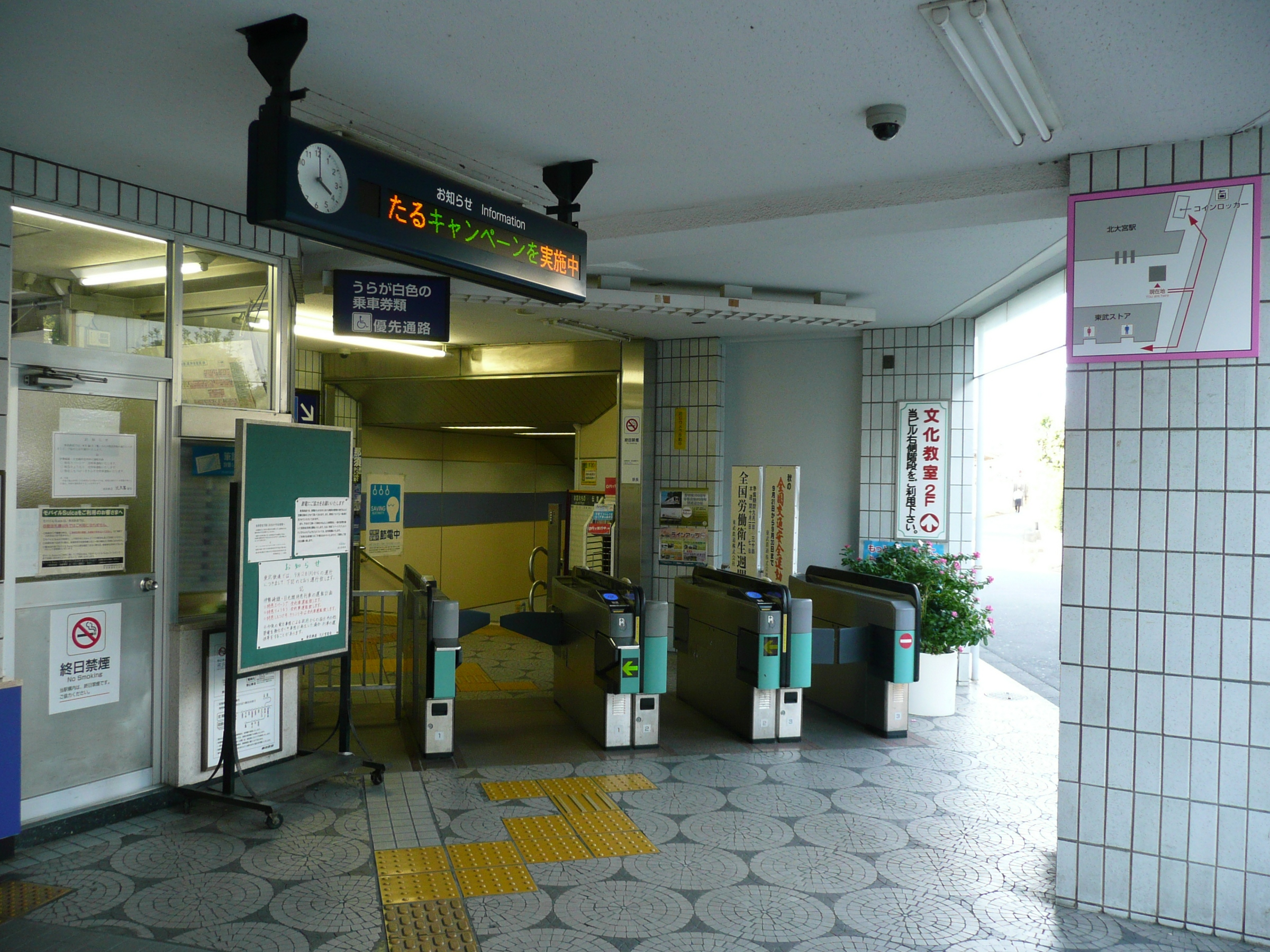
Ligne de contrôle